# Бормотов Олександр Тимофійович
Олекса́ндр Тимофі́йович Бо́рмотов (6 квітня 1926, Смоленська область, РРФСР — †1 січня 2001, Київ) — український радянський фотограф, фотокореспондент РАТАУ — ТАРС, член Спілки журналістів України та СРСР.

## Життєпис
Народився в 1926 році у селі Потлово, Сичовського району Смоленської області РРФСР, знищеної німцями в 1941 році. Дитиною, з 1933 по 1941 роки, проживав у Москві на Старому Арбаті, де і почалось його захоплення мистецтвом фотографії. У 1941 був евакуйований в Курганську область РРФСР, де у 1943 закінчив школу і пішов до армії. Після навчання у Першому Омському військово-піхотному училищу, з 1945 по 1953 роки перебував на службі в Німеччині, а потім, до 1958 року — у Києві. Був демобілізований у званні капітана. Залишившись у Києві, почав працювати фотографом в ательє кольорової фотографії на вул. Велика Васильківська.
До 1967 року проживав з сім'єю на Еспланадній вулиці, у домі № 26 відомому, як колишній будинок розпусти, де 22 травня 1885 року помер київський цивільний губернатор С. Н. Гудима-Левкович. У 1904 р., через будинок на цій же вулиці жив російський письменник Михайло Булгаков.
У 70—80-і роки був провідним фоторепортером у Києві та Україні, фотокореспондентом Радіо-телеграфного агентства України (РАТАУ). Завдяки Бормотову залишилося багато унікальних фотознімків із життя столиці України 1950—1990 років. У середині 1970-х його роботи були опубліковані в фотоальбомі «Мир-Війна-Мир» (1974) Фотокіновидавництво Лейпцига, у щомісячному ілюстрованому журналі Спілки журналістів СРСР «Радянське фото», радянській та зарубіжній пресі 60—80-х рр.
А. Т. Бормотов — автор портрета композитора Дмитра Шостаковича в Київському оперному театрі на репетиції опери «Катерина Ізмайлова», знімків англійської принцеси Анни в 1970-х у Києві на Чемпіонаті з кінного спорту, Сальвадора Альєнде, що за пів року до своєї загибелі приїжджав до Києва і, несподівано порушивши Протокол, зупинив кортеж і відвідав один з київських гастрономів, Індіри Ганді, Броза Тіто, Річарда Ніксона, короля і королеви Швеції, які відвідували Київ тих років, численних фотографій зірок російської і української опери та балету, естради, відомих спортсменів і артистів, губернаторів США, які перебували в Києві з візитом.
Помер 2001 року, похований у Києві.

## Нагороди
Медалі «За бойові заслуги», «За перемогу над Німеччиною у Великій Вітчизняній війні 1941—1945 рр.».

## Галерея

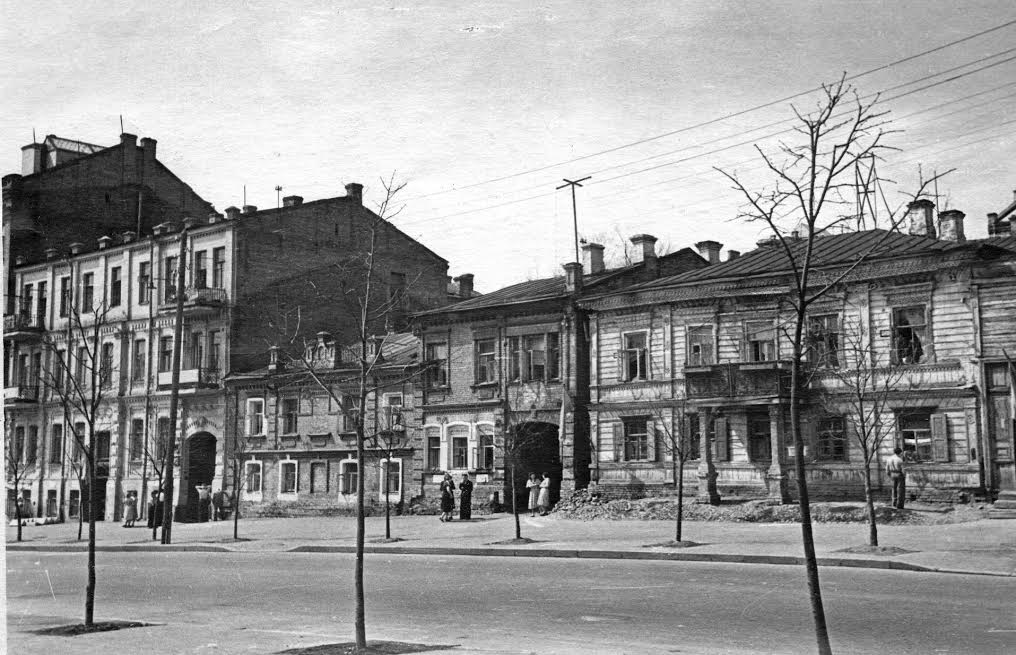
Будинки 24, 26 і 28 на вул. Прозоровській (зараз Еспланадній) в Києві. 1 травня 1955.
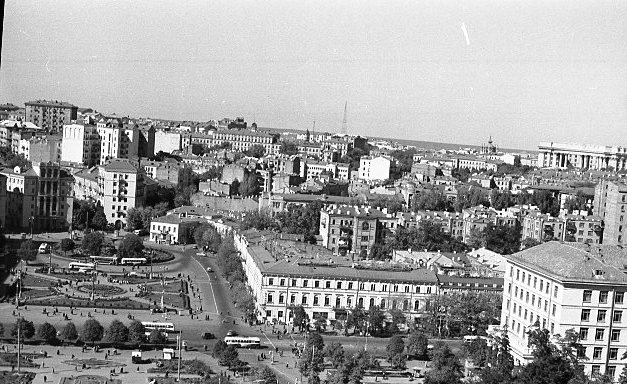
Так виглядав Майдан Незалежності у 1962 році. Київ.
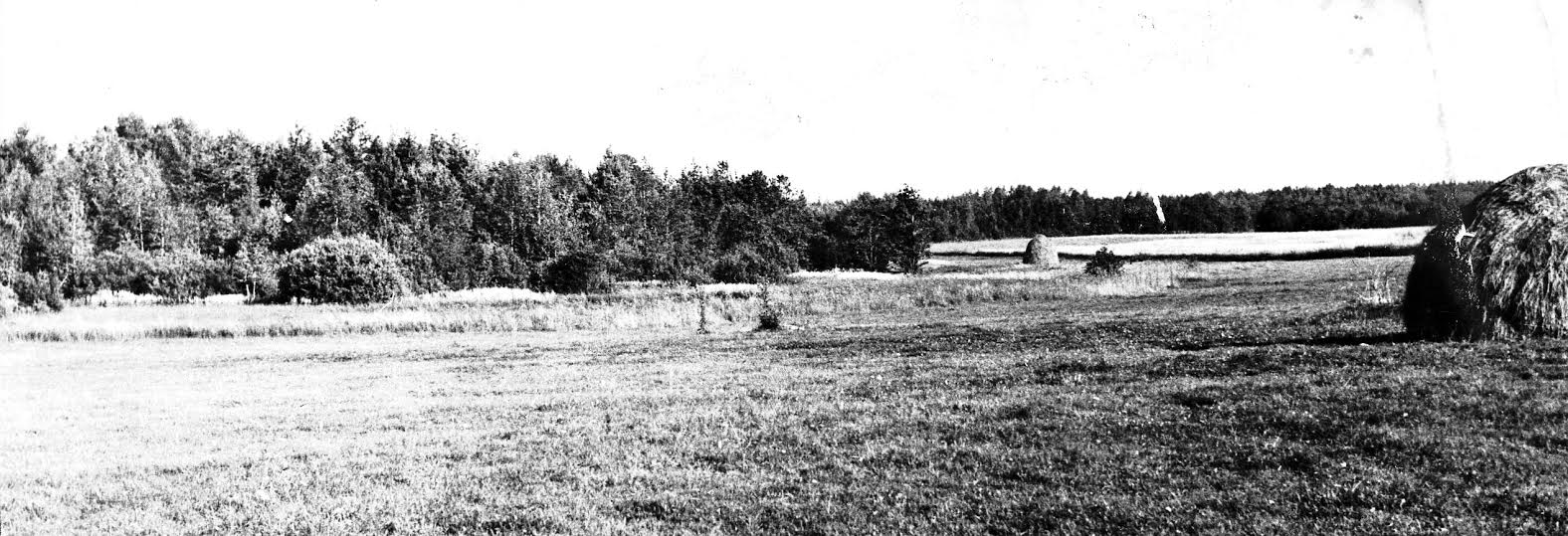
Знищене німцями у 1941 році село Потлово Сичевського району Смоленської області, 1966.
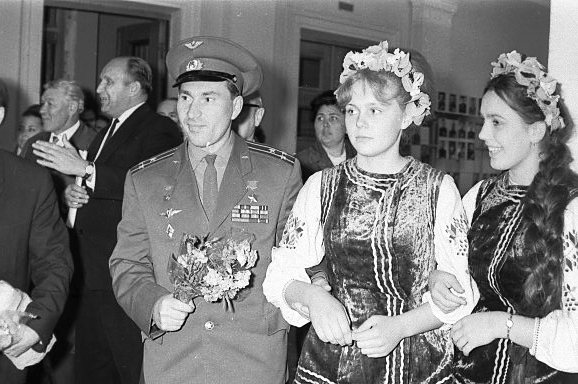
Космонавт П.І.Беляев у Києві.
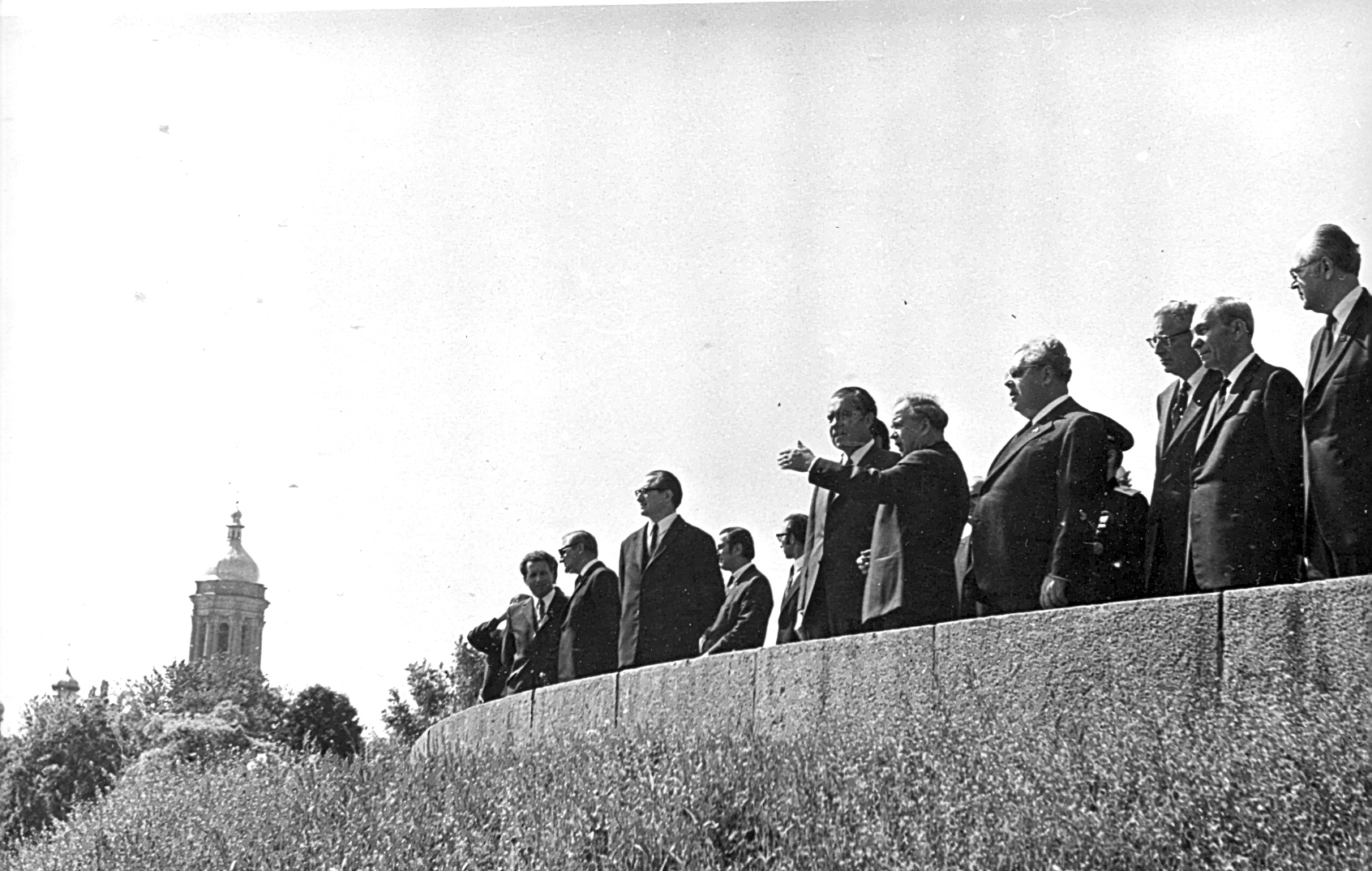
Президент США Річард Ніксон на найвищій точці (200 м) Дніпровських схилів у 1972 році.
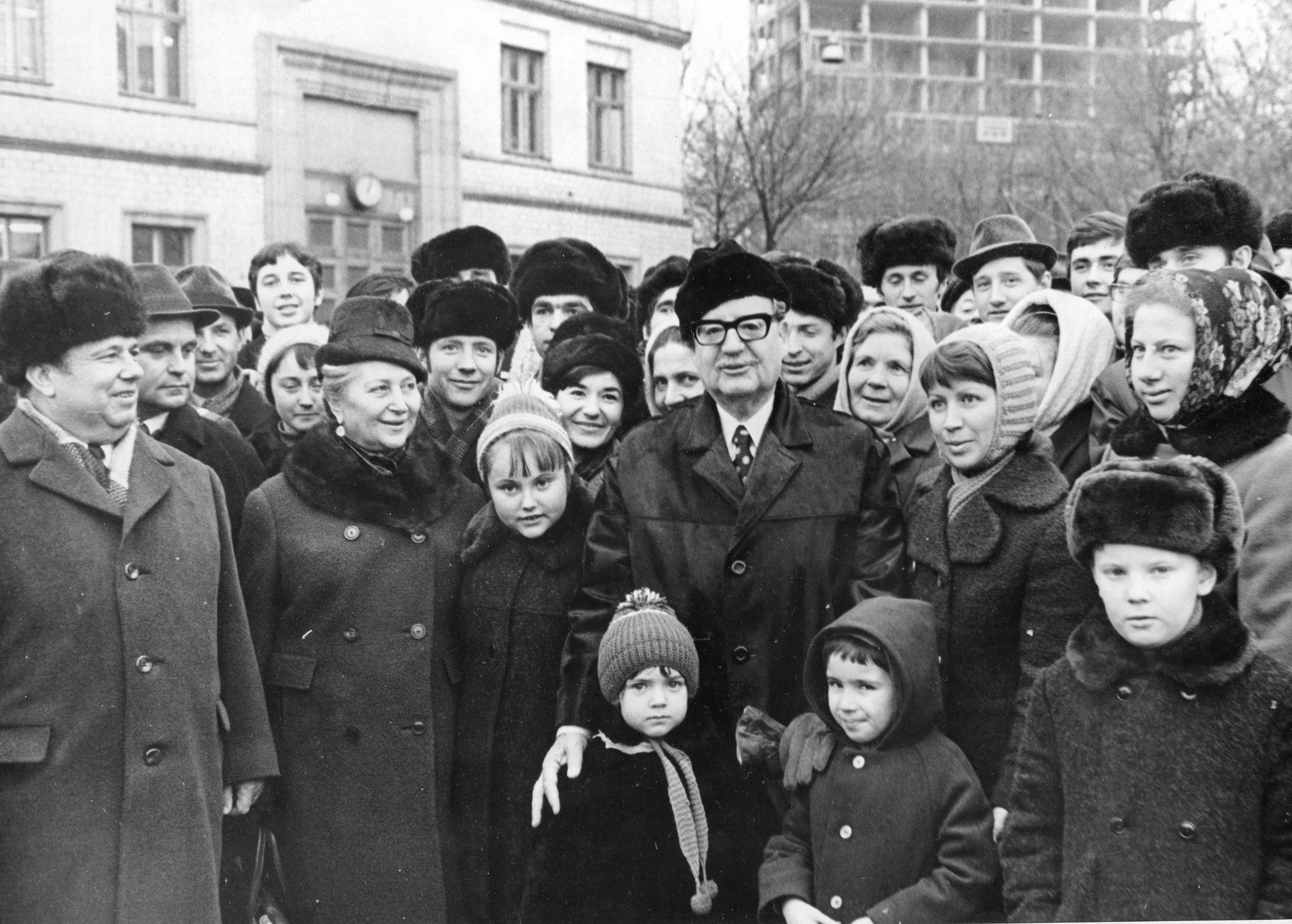
Сальвадор Альєнде за пів року до своєї загибелі в порушення протоколу зупинив кортеж на Площі Слави в Києві, щоб поспілкуватися з киянами.
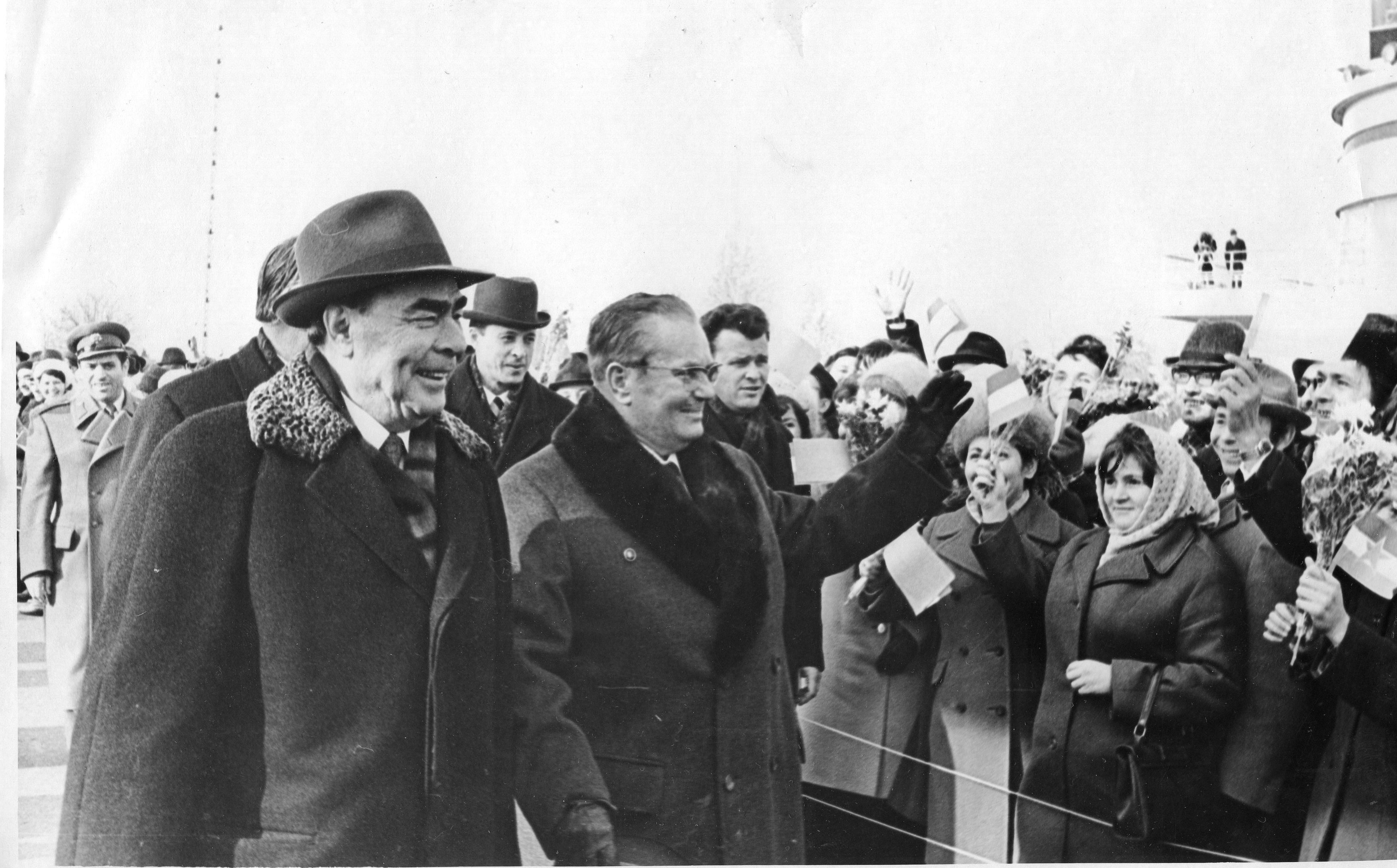
19 листопада 1973: Київ зустрічає Л. І. Брежнєва і Йосипа Броза Тіто.
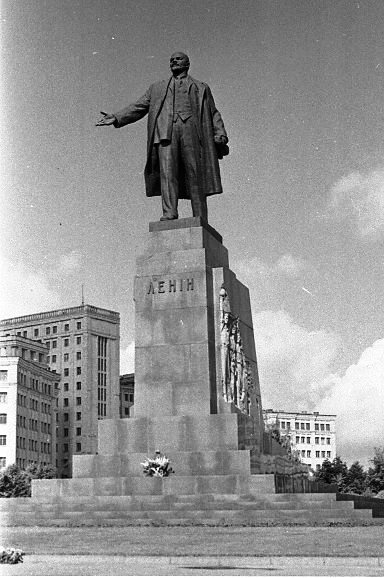
1973. Пам'ятник Леніну на площі Дзержинського (зараз Площа Свободи) в Харкові.
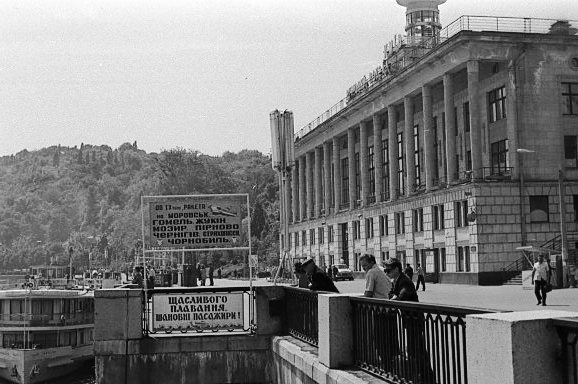
Київський річковий вокзал на початку 70-х.
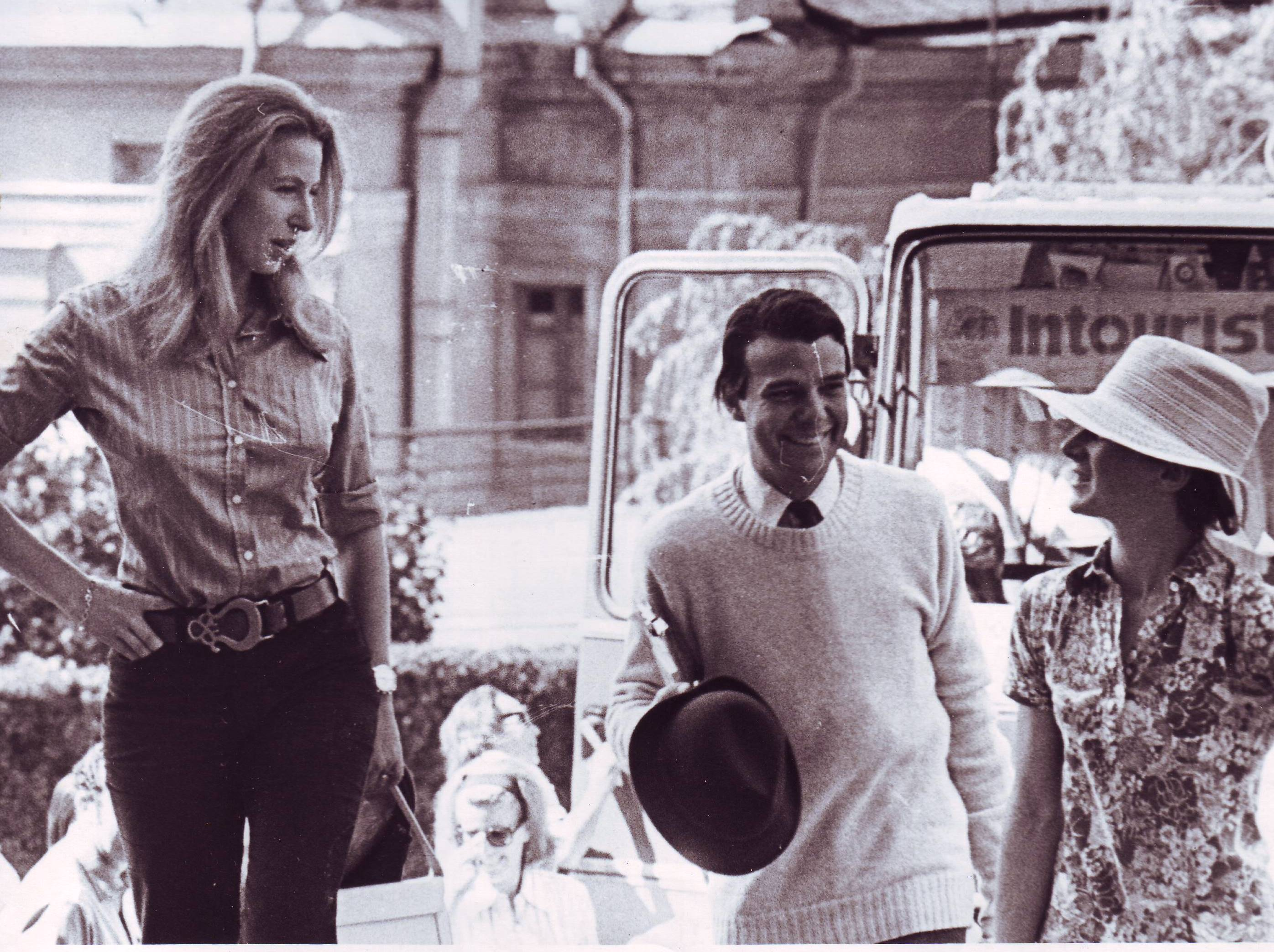
Анна (принцеса Великої Британії) в Києві біля готелю в середині 1970-х.
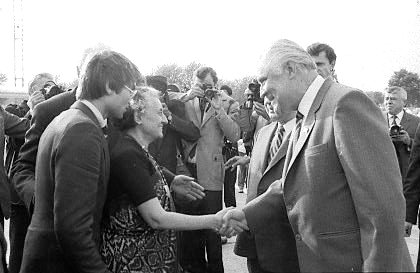
Секретар ЦК КПУ В.В. Щербицький зустрічає Індіру Ганді. Київ, 1982 рік.